# Campagne de Lérida
 (mars 2009).
Si vous disposez d'ouvrages ou d'articles de référence ou si vous connaissez des sites web de qualité traitant du thème abordé ici, merci de compléter l'article en donnant les références utiles à sa vérifiabilité et en les liant à la section « Notes et références ».

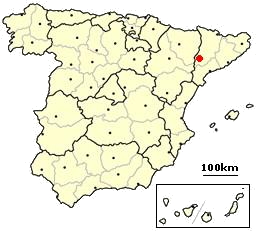
La position de Lérida en Espagne

La Campagne de Lérida est une campagne militaire qui opposa, entre juin et août de 49 av. J.-C., les légions de Jules César et l'armée espagnole de Pompée, guidée par ses légats Lucius Afranius et Marcus Petreius. Contrairement aux autres épisodes de la Guerre civile de César, il s’agit plus d’une campagne de guerre comportant assauts, poursuites et escarmouches, qu’un affrontement militaire.

## Contexte

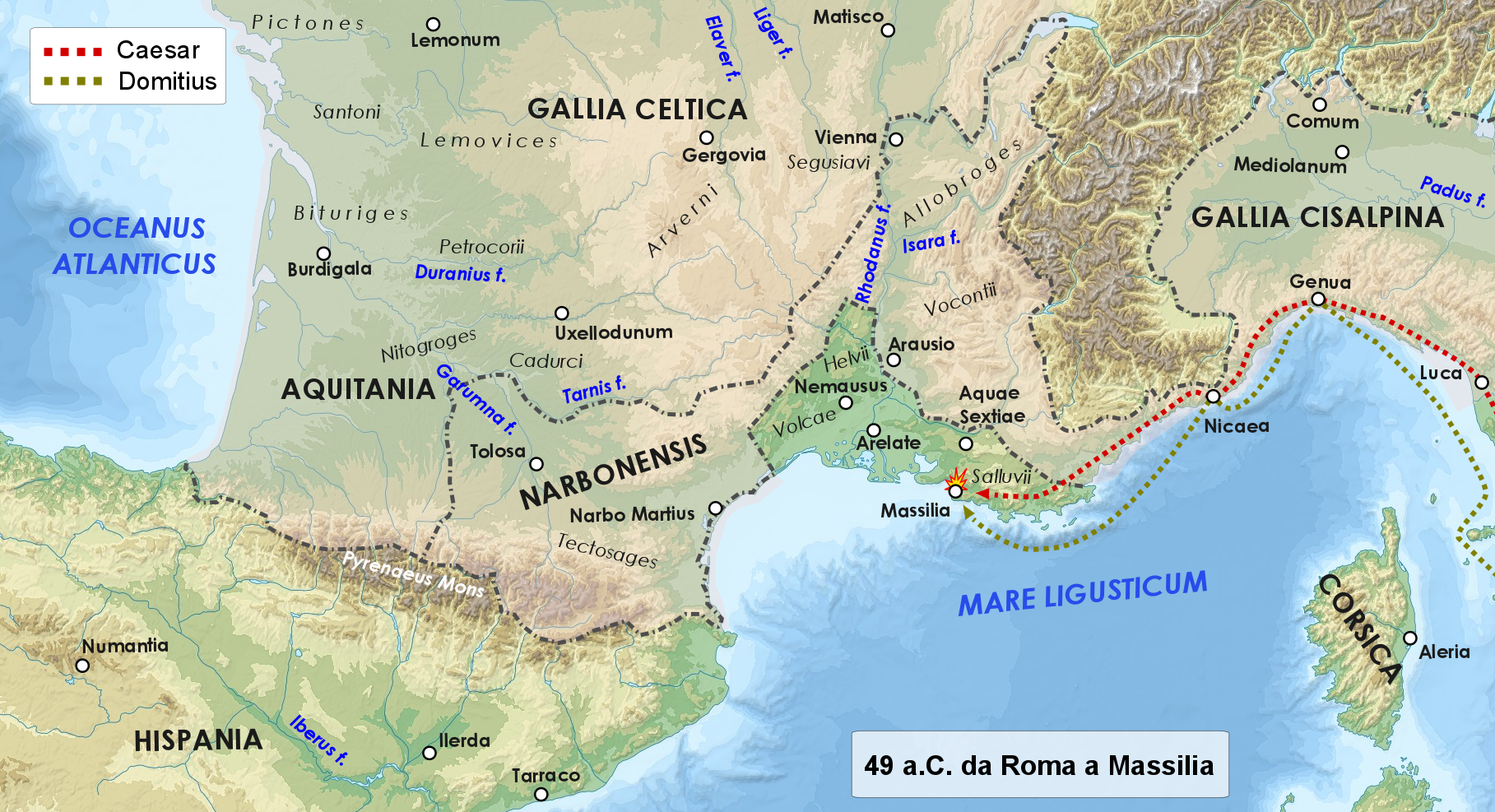
César rentre à Rome, part pour l'Espagne et s'arrête en chemin à Marseille, qu'il assiège peu après et dont il confie la direction à Gaius Trebonius (19 avril 49 av. J.-C.).

Après que les optimates eurent quittés l'Italie, César tourna son attention sur les légions pompéiennes établies en Espagne. Dans sa marche vers ce pays, César fut retardé par la cité de Marseille non alliée. Après avoir organisé le siège de Marseille, il en confia le commandement à Caius Trebonius et à Decimus Brutus, (qui menèrent victorieusement les navires césariens dans la bataille de Marseille et dans celle de Tauroento), puis continua sa route, rejoignant à Lérida les autres légions qu’il avait envoyées précédemment, et mise sous le commandement de Fabius.

## Faits
Arrivé aux confins espagnols, César fut subitement en mesure d’enlever aux pompéiens le contrôle des cols pyrénéens et donc d’entrer en Espagne. Les légions pompéiennes menées par Afranius et Petreius bivouaquaient sur une colline près de Lérida; César fit installer ses soldats sur une colline voisine, plus basse que celle des adversaires, dont ils étaient séparés par le Sicoris, un affluent de l'Èbre.
Quelques jours après son arrivée, une forte crue causée par la fonte des neiges pyrénéennes, détruisit les deux ponts sur le fleuve (construit par Fabius) ; le campement de César situé plus bas que celui de son adversaire, subit plus de dommages. Pendant une période, les soldats de César ne purent nourrir leurs animaux et souffrirent eux-mêmes de la faim et de maladies.
La situation était à ce point critique pour l’armée de César, que les deux légats pompéiens firent circuler à Rome la nouvelle d’une défaite prochaine de César. De cette nouvelle dépendit l’attitude de Ciceron, qui jusque-là était restée neutre entre les deux factions, de passer du côte pompéien.
Pourtant, les choses n’allèrent pas comme espéraient  Afranius et Petreius , tant et si bien qu’après le retrait des eaux, César ravitailla son camp et fit construire un autre pont sur le fleuve. Ce revirement de situation, poussa les deux adversaires à lever le camp et à rejoindre la seconde armée pompéienne d’Espagne commandée par Marcus Terentius Varro.
César ordonna la poursuite des ennemis, réussissant à prendre par surprise l’arrière-garde ennemie et à bloquer la retraite, l’empêchant de rejoindre la seconde armée. Là aussi, César fit installer son campement près de ses ennemis, incitant ses soldats à aller fraterniser avec ceux du camp adverse. Pour éviter cette tactique, Petreius fit exécuter les soldats de César qui s’aventuraient dans son camp.
À ce stade, l’armée pompéienne se retira de nouveau vers Lerida pour s’établir dans le voisinage, qui de nouveau fut assiégée par l’armée de César. À la fin du mois de juillet, les troupes de César avaient complètement encerclé l’armée ennemie, composée de 5 fortes légions, qui le 2 août se rendirent à César sans combattre.

## Conséquences
Après la reddition de la plus grande armée pompéienne en Espagne, César déplaça ses légions contre Marcus Terentius Varro.